# Körnchen-Röhrling
Der Körnchen-Röhrling oder Schmerling (Suillus granulatus) ist ein essbarer Pilz aus der Familie der Schmierröhrlingsverwandten. Er ist Mykorrhizapartner aller zweinadeligen Kiefern. Markant ist eine fein granulierte (lateinisch granulum „Körnchen“) Stieloberfläche. Vor allem junge Exemplare zeigen oft Flüssigkeitströpfchen an Stiel und Röhren.

## Merkmale

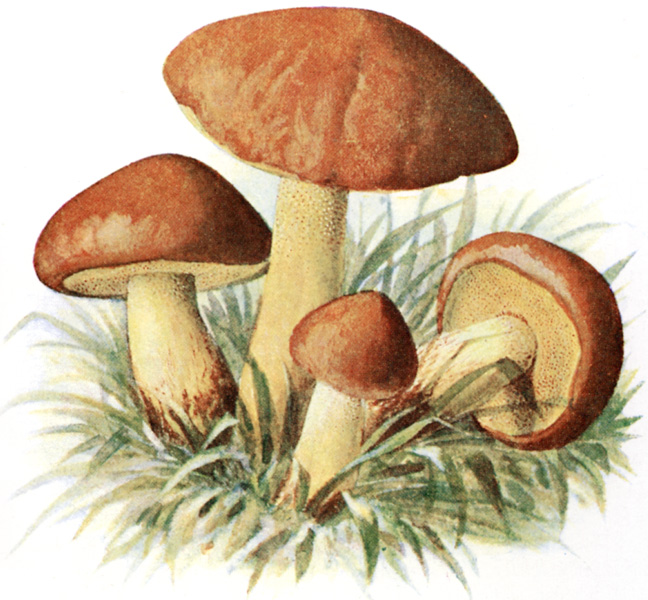
Illustration von Albin Schmalfuß (1897)

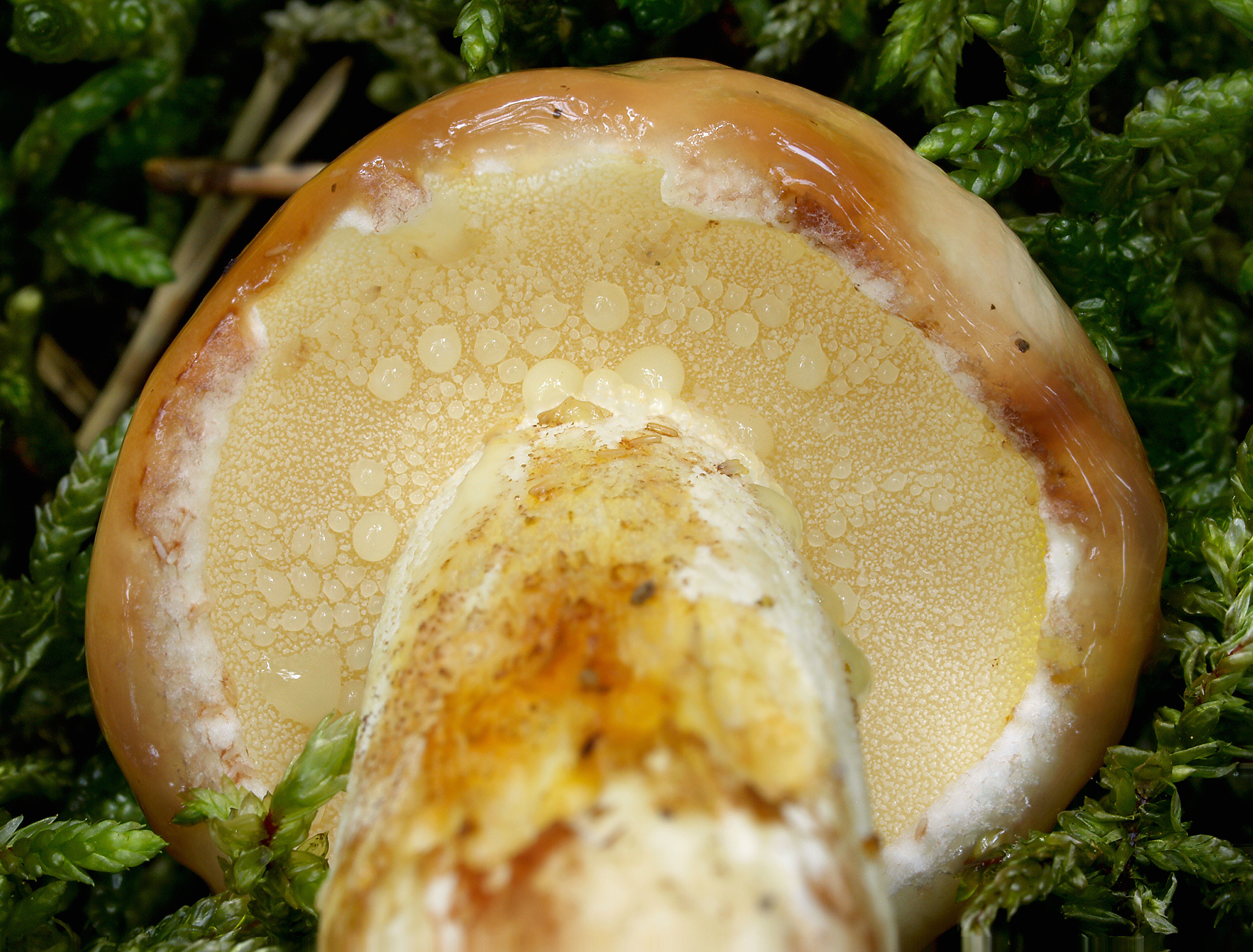
Junger Fruchtkörper mit milchigen Tropfen unterseits der Röhrenschicht

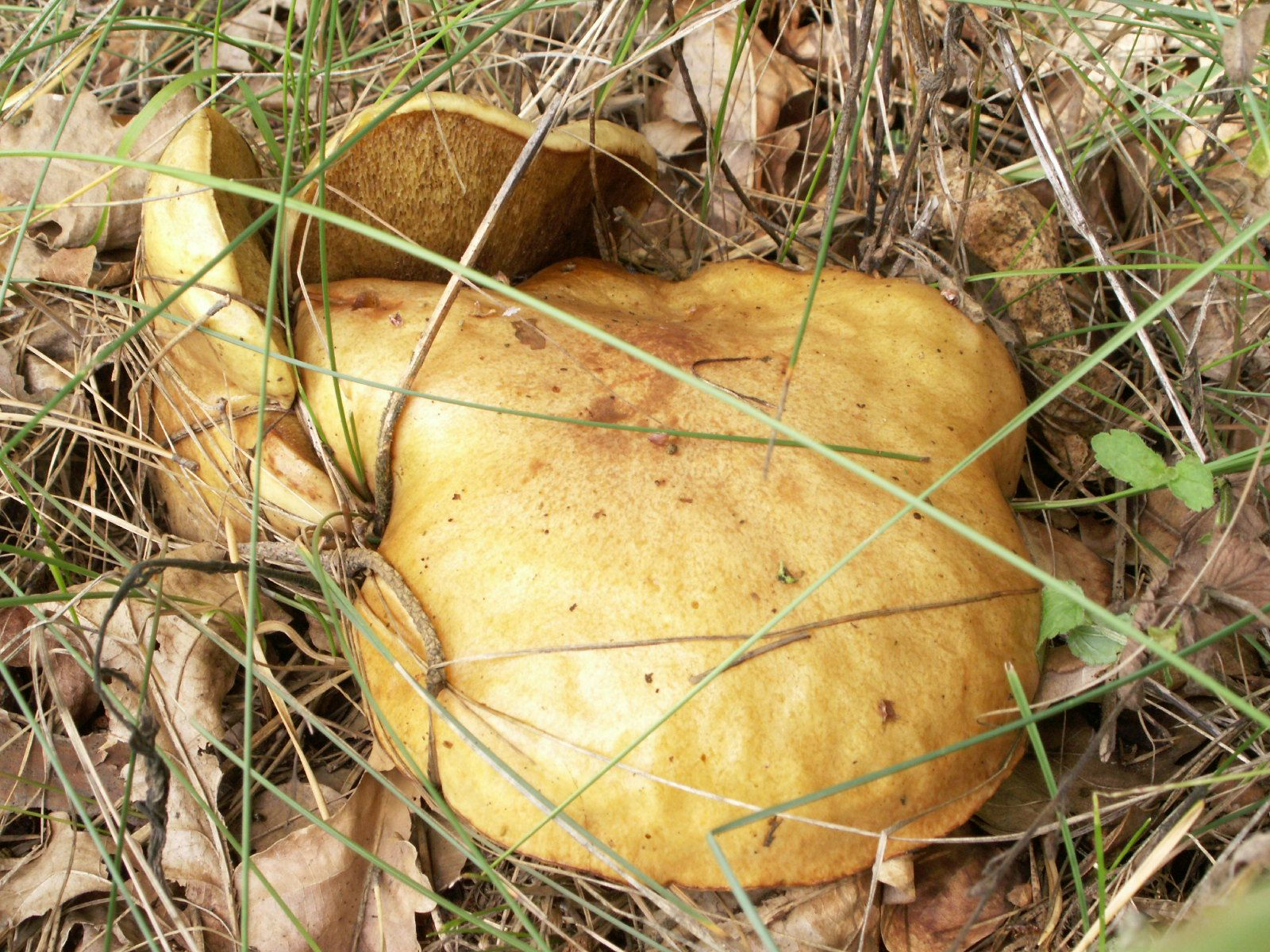
Eine Gruppe betagter Exemplare

### Makroskopische Merkmale
Der Körnchen-Röhrling besitzt einen zunächst halbkugeligen, später abgeflacht ausgebreiteten Hut mit einem Durchmesser von bis zu 15 cm. Die Huthaut ist nicht oder nur wenig fleckig, im feuchten Zustand schmierig, klebrig und lässt sich leicht abziehen. Die braune Farbe blasst mit zunehmendem Alter gelblich-braun aus. Auf der Hutunterseite befinden sich kleine, engstehende Röhren, die am Stiel etwas angewachsen sind bis schwach herablaufen. Sie sind blassgelb, später zitronen- bis dottergelb gefärbt und zeigen auf Druck keinen Farbumschlag. Das Sporenpulver ist braun bis ocker-braun.
Der ringlose Stiel wird 4 bis 10 cm lang und 1 bis 2 cm dick. Meist ist er zylindrisch oder gegen die Basis etwas verjüngt. Die gelblich-weiße Oberfläche des Stiels ist mit gleichfarbigen Körnchen besetzt (Name!). Die Poren haben die Farbe der Röhren, sind eng, etwas unregelmäßig verzogen bis eckig. Aus ihnen tritt bei jungen Exemplaren eine milchfarbene Flüssigkeit aus, die sich in kleinen Guttationströpfchen zeigt. Das Fleisch ist weiß-gelblich, erst fest, später allerdings sehr weich und schwammig. Der Geruch ist schwach, aber angenehm säuerlich fruchtig und mild.

### Mikroskopische Merkmale
Die Sporen sind elliptisch und 10 × 4 Mikrometer groß.

## Artabgrenzung
Im Regelfall ist keine Verwechslung mit giftigen Arten möglich. Er kann allenfalls mit verwandten Arten verwechselt werden, was aber in der Regel keine gesundheitliche Gefährdung darstellt, da all diese Pilze essbar sind.
Ähnlich ist der Ringlose Butterpilz (Suillus collinitus). Er unterscheidet sich durch einen dunkleren, eingewachsen radialfaserigen Hut, rosa Farbtöne an Stielbasis und Myzelfilz und klare bis gelbliche Guttationströpfchen.
Der Butterpilz (Suillus luteus), der Goldröhrling (Suillus grevillei) und der Helvetische Körnchenröhrling (Suillus sibiricus ssp. helveticus) sind leicht an ihrem Stielring zu unterscheiden.
Entfernte Ähnlichkeit haben außerdem der Kuhröhrling (Suillus bovinus) mit größeren weiten Poren, der Zirbenröhrling (Suillus plorans) mit anderen Farben und einem Vorkommen bei Zirbel-Kiefern und der Sandröhrling (Suillus variegatus) mit feinschuppig punktiertem Hut.

## Verbreitung und Ökologie
Der Körnchenröhrling ist über die ganze nördliche Halbkugel verbreitet und gilt in Europa als häufig. Er begleitet die zweinadeligen Kiefernarten von den Meeresküsten bis in die alpinen Zonen und erscheint dort von Juni bis Oktober. Der Körnchenröhrling kommt stets auf alkalischen Böden vor (Kalkgrund) und ist im Süden häufiger als im Norden. Bevorzugte Standorte sind lichte Stellen, Parkanlagen, Waldränder und Schafweiden. Gelegentlich kommt der Körnchenröhrling in Gesellschaft mit dem Kupferroten Schmierling vor, der ebenfalls ein ausgezeichneter Speisepilz und ebenfalls nur mit Kiefern verbandelt ist.

## Bedeutung
Der Körnchenröhrling ist ein sehr guter und ergiebiger Speisepilz. Es empfiehlt sich jedoch, nur jüngere Exemplare zu sammeln, allenfalls die schmierige und klebrige Huthaut schon beim Sammeln abzuziehen. 
Der Körnchenröhrling eignet sich gebraten oder gedünstet für Einzel- wie Mischpilzgerichte. Aber auch sehr gut zum Trocknen, wo er ein feines, butterartiges Aroma entfaltet. Zusammen mit Maronen, Steinpilzen und anderen Filzröhrlingen eignet sich der Körnchenröhrling sehr gut als Pilzeinlage im Risotto ai funghi oder für Pilztorte. Zum Einlegen in Öl oder Essig eignet sich der Körnchenröhrling wegen seiner Schmierigkeit nicht.
Zu beachten ist allerdings, dass er schwer verdaulich sein kann. Individuelle Unverträglichkeitsreaktionen sind möglich.